# Revisão Anual Coordenada da Defesa
A Revisão Anual Coordenada da Defesa (CARD) é um processo de monitoramento dos planos de defesa dos estados membros da União Europeia (UE) para ajudar a coordenar os gastos e identificar possíveis projetos colaborativos. Opera em regime de teste desde 2017 no âmbito da Agência Europeia de Defesa (EDA), em cooperação com o Serviço Europeu de Ação Externa (SEAE). Após um primeiro teste em 2017/2018, a primeira implementação completa do CARD foi lançada no outono de 2019 e concluída em novembro de 2020 com um relatório final apresentado aos Ministros da Defesa reunidos no Conselho de Direção da EDA.
Juntamente com a Cooperação Estruturada Permanente (PESCO) e o Fundo Europeu de Defesa (FED), forma um novo pacote abrangente de defesa para a UE